# Atlantic City, Wyoming

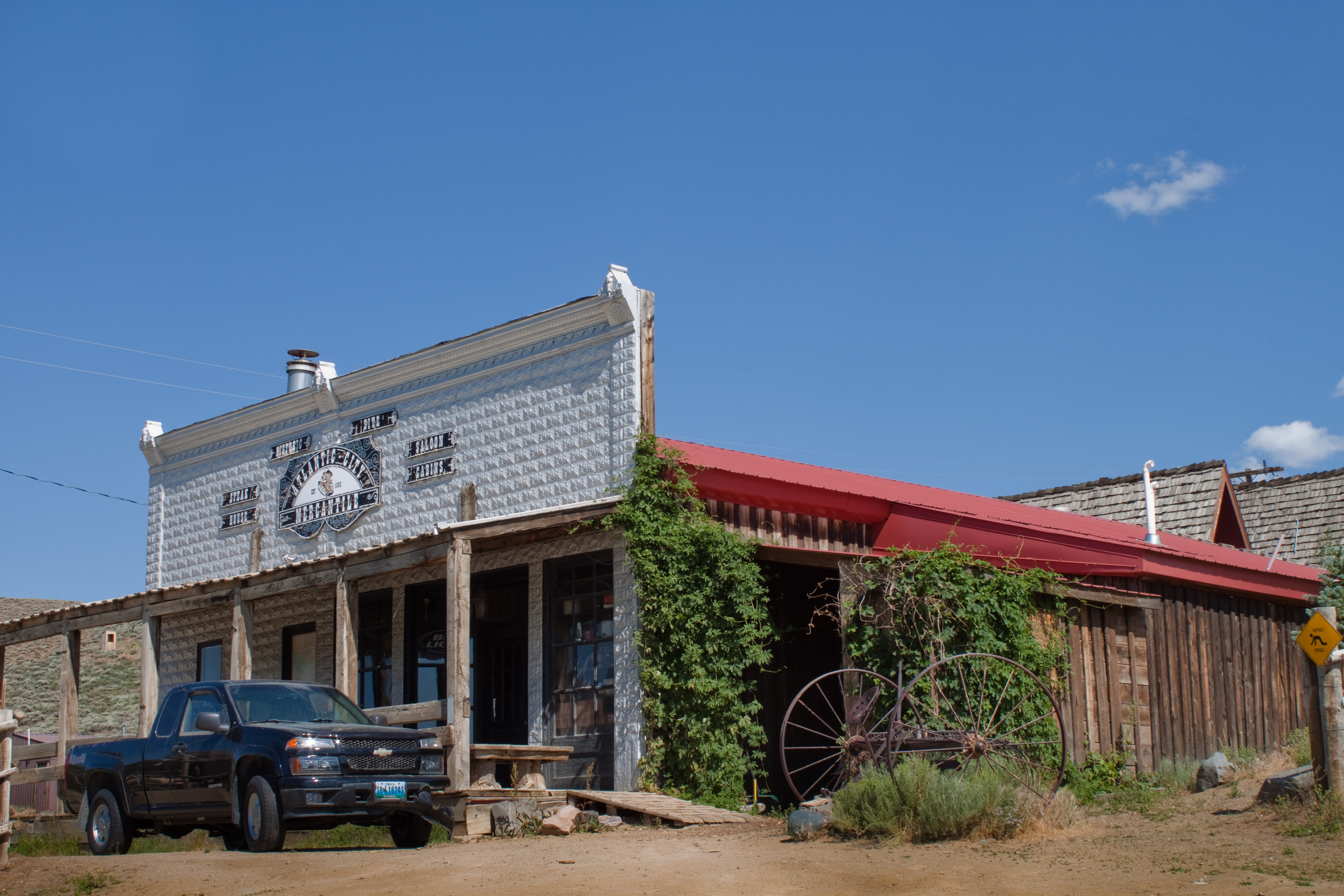
Den historiska lanthandeln i Atlantic City.

För staden i New Jersey, se Atlantic City.
Atlantic City är en ort (census-designated place) i Fremont County i den amerikanska delstaten Wyoming, med 37 invånare vid 2010 års folkräkning.

## Historia
Orten grundades som ett gruvarbetarläger nära South Pass 1867 i samband med den kortlivade guldruschen i Wyoming. Den drabbades senare av ekonomisk tillbakagång under 1870-talet efter att guldruschen avtagit. Guldbrytningen fortgick dock  i mer begränsad omfattning under flera decennier och ersattes senare av en US Steel-järngruva som var i drift från 1960-talet till 1983.